# Brayan Velarde
Brayan Velarde (Villa el Salvador, Lima, 18 de febrero de 1999) es un futbolista peruano. Juega como defensa central y actualmente es jugador de Club Deportivo Los Chankas de la Segunda División del Perú

## Trayectoria

### Universitario
Llegó a Universitario a los 11 años. Velarde formó parte de las categorías inferiores del club Universitario de Deportes, consiguiendo el título de la Copa Federación en la categoría 1999 tras vencer a Alianza Lima a fines de 2017, venciendo 2-1 en la fecha 14 de la Copa de Oro "A". Para afrontar el Campeonato Descentralizado 2018, el entonces técnico argentino Pedro Troglio promovió cinco juveniles al plantel profesional, entre los cuales se encontraba Velarde, quien ya había jugado en reservas y que también fue inscrito para la Copa Libertadores 2018.
Velarde debutó de manera profesional el 28 de febrero de 2018 con Universitario de Deportes en la fecha 5 del Torneo de Verano 2018, jugando 78 minutos desde el arranque en la victoria por 2-0 sobre Comerciantes Unidos. Debido a la inicial imposibilidad de fichar jugadores y a las ausencias de otros, Velarde es uno de los jugadores jóvenes que recibió la confianza del entrenador Nicolás Córdova en la lucha por salvar a Universitario del descenso hasta llegar a luchar la clasificación a la Copa Sudamericana 2019, meta que al final no se pudo lograr.
A inicios del 2019 no era considerado por Nicolás Córdova. Sin embargo, con la llegada del argentino Ángel Comizzo volvió a ganarse el titularato en el club merengue, siendo pieza indiscutible en el equipo merengue, además de sumar a la bolsa de minutos. Luego de terminar su contrato a finales del 2019, renovó su vínculo por 3 temporadas más. En el 2020, tras la llegada de Gregorio Perez, queda relegado en el banco de suplentes debido a la llegada del uruguayo Federico Alonso, luego de una lesión al hombro de Alonso, Velarde tendría mayor continuidad, sin embargo, no logró consolidarse en el equipo titular. Jugó un total de 9 partidos. En el 2021 jugó su primer partido en la fecha 7 de la Fase I, frente a Alianza Atlético de Sullana. En las siguientes fechas sería la principal pieza de recambio en defensa ante alguna suspensión o lesión de Alonso o Quina. Jugó un total de 10 partidos. Además, a final de temporada logró clasificar a la Copa Libertadores 2022. Al finalizar el 2022 se le acaba su contrato y no es renovado en el club merengue.

## Selección nacional
Velarde ha sido constantemente convocado a los microciclos de la Selección de fútbol de Perú categoría sub-20 en el año 2018, con la cual participó en el Campeonato Sudamericano de Fútbol Sub-20 de 2019. También ha formado parte de las categorías sub-15, sub-17 y sub-18.
Integró el equipo sub-15 que se llevó la medalla de oro en el torneo olímpico juvenil de fútbol masculino en los Juegos Olímpicos de la Juventud de Nankín 2014, disputando las semifinales ante Cabo Verde y la final ante Corea del Sur. Estuvo convocado para el Campeonato Sudamericano de Fútbol Sub-17 de 2015 a celebrarse en Paraguay, pero sufrió una lesión que lo marginó.
Con la sub-20 ganó el cuadrangular internacional amistoso sub-20 disputado en Lara en 2018 y el 12 de enero de 2019, fue incluido en la nómina de 23 jugadores para el Sudamericano sub-20 de 2019. Fue titular en tres partidos durante la fase de grupos, sin embargo Perú no avanzó a la siguiente etapa.
En mayo de 2019, fue convocado a la selección sub-23 de Perú por Nolberto Solano para el segundo microciclo con miras a los Juegos Panamericanos de 2019, sin embargo no fue incluido en la lista final. Aunque era inminente su inclusión en el Torneo Preolímpico Sudamericano Sub-23 de 2020, quedó descartado por lesión.

### Participaciones en Campeonatos Sudamericanos
| Torneo                      | Sede  | Resultado      | Partidos | Goles |
| --------------------------- | ----- | -------------- | -------- | ----- |
| Sudamericano Sub-20 de 2019 | Chile | Fase de grupos | 3        | 0     |

### Participación en Juegos Olímpicos
| Torneo                                  | Sede  | Resultado | Partidos | Goles |
| --------------------------------------- | ----- | --------- | -------- | ----- |
| Juegos Olímpicos de la Juventud de 2014 | China | Campeón   | 2        | 0     |

## Clubes y estadísticas
Actualizado el 1 de marzo de 2020.
| Universitario · Perú                             | 2018             | 1ª               | 24 | 0 | — | — | 0 | 0 | 24 | 0 |
| Universitario · Perú                             | 2019             | 1ª               | 21 | 0 | 2 | 0 | — | — | 23 | 0 |
| Universitario · Perú                             | 2020             | 1ª               | 2  | 0 | 0 | 0 | 0 | 0 | 2  | 0 |
| Universitario · Perú                             | Total club       | Total club       | 47 | 0 | 2 | 0 | 0 | 0 | 49 | 0 |
| Total en carrera                                 | Total en carrera | Total en carrera | 47 | 0 | 2 | 0 | 0 | 0 | 49 | 0 |
| (1)Incluye datos de la Copa Bicentenario (2019). |                  |                  |    |   |   |   |   |   |    |   |

## Palmarés

### Torneos Cortos
| Título          | Club          | País | Año  |
| --------------- | ------------- | ---- | ---- |
| Torneo Apertura | Universitario | Perú | 2020 |

### Campeonatos internacionales
- 1 medalla de oro en el torneo olímpico juvenil de fútbol masculino en los Juegos Olímpicos de la Juventud: 2014 con Perú sub-15

### Torneos juveniles
- 1 Copa Federación en la categoría 1999: 2017

### Distinciones individuales
- Preseleccionado como defensa en el mejor once de la Liga 1 según la SAFAP: 2019[15]